# Avon Championships of Houston 1980
Avon Championships of Houston 1980  — жіночий тенісний турнір, що проходив на закритих кортах з килимовим покриттям Summit у Х'юстоні (США). Належав до Avon Championships Circuit 1980. Турнір відбувся вдесяте і тривав з 25 лютого до 2 березня 1980 року. Третя сіяна Біллі Джин Кінг здобула титул в одиночному розряді й отримала за це 30 тис. доларів США.

## Фінальна частина

### Одиночний розряд
Біллі Джин Кінг —  Мартіна Навратілова 6–1, 6–3
- Для Кінг це був 2-й титул за сезон і 125-й — за кар'єру.

### Парний розряд
Біллі Джин Кінг /  Ілана Клосс —  Бетті Стов /  Венді Тернбулл 3–6, 6–1, 6–4

## Розподіл призових грошей
| Дисципліна       | П       | F       | 3-тє   | 4-те   | ЧФ     | 1/8    | 1/16 |
| Одиночний розряд | $30,000 | $15,000 | $7,500 | $7,200 | $3,500 | $1,750 | $700 |